# 蔣承縉
蔣篤全，工作名蔣承縉，筆名大麥、Wonderful，臺灣經紀人、詞曲作家、企業家。曾任千禧經紀公司總經理、天熹娛樂經紀主管，曾打造蔡依林、羅志祥、楊丞琳、蕭亞軒等知名藝人。2014年離開演藝界，轉而經營餐飲和家飾生意。

## 填詞作品
- 楊丞琳《過敏》（2006年）
- 蔡依林《假裝》（2006年）
- 楊丞琳《缺氧》（2007年）
- 楊丞琳《倔強》（2007年）
- 蔡依林《冷·暴力》（2007年）
- 楊丞琳《冷戰》（2008年）
- 蔡依林《妥協》（2009年）
- 蔡依林《熱冬》（2009年）
- 蕭亞軒《我陪你哭》（2009年）
- 蕭亞軒《鑽石糖》（2009年）
- 楊丞琳《雨愛》（2010年）
- 蕭亞軒《玩笑》（2010年）

## 相關事件
2022年5月13日吳姓網紅酒後到蔣承縉家中作客，隔日猝死，據媒體報導，吳男死因爲多重藥物中毒。蔣承縉律師向媒體發出聲明「將以報案人身份配合調查，希望案情水落石出」，吳男家屬提告蔣男涉犯遺棄、過失致死等罪。2023年11月1日，台北地檢署依罪嫌不足為由，將蔣承縉不起訴。